# Diecezja Raphoe
Diecezja Raphoe – diecezja Kościoła katolickiego w Irlandii. Istnieje od V wieku. Obecnym ordynariuszem jest biskup Philip Boyce.

## Biskupi diecezjalni
- Oengus O'Lappin (959)
- Sean Ua Gaireadain (1111–)
- Donal Ua Garabhain (Donell O Garvan) (? – ?)
- Feilim Ua Sioda (Felemy O Syda) (1132 - 1152)
- Muiredhach O'Cofley (um 1150)
- Giolla in Choimdedh Ua Carain [Gilbertus] (1152-1175)
- ? (ca. 1175–?1198)
- Giolla oder Mael Isu Ua Doirig (ok. 1198–?)
- ? (? – ca. 1253)
- Mael Padraig Ua Sgannail, O.P. [Patricius] (1253–1261)
- Giovanni di Alneto, O.F.M. (1264 - 1265)
- Cairbe Ua Sguaba, O.P. (Cairpre O Scuapa) (1265-1274)
- Fergal Ua Firghil [Florentius] (ok. 1275–1299)
- Tomas Ua Naan (1306)
- Enri mac in Chrossain [Henricus] (ok. 1306–1319)
- Tomas Mac Carmaic Ui Dhonaill, O.Cist. (1319–1337)
- Padraig Mac Moanghail (?–1366)
- Conor Mac Carmaic Ui Dhonaill, O.Cist. (Conchobar Mac Carmaic Ui Domhnaill [Cornelius]) (1367-1397)
- Sean MacMeanmain, O.Cist. (1398–?)
- Eoin Mac Carmaic (John McCormic [Johannes]) (1400–1419)
  - 1414 Robert Rubire
- Lochlainn O Gallchoir I. (Gallchobhair [Laurentius]) (1420–1438)
- Conor Mac Giolla Bhride (Cornelius Mac Giolla Brighde) (1440–1442)
- Lochlainn O Gallchoir II. (1443 –  1479)
- Johannes de'Rogerii (1479 – 1482)
- Meanma Mac Carmacain [Menclaus Mac Carmail] (1483– 1514)
- Conor O Cathain [Cornelius] (1514–1534), † 1550
- Eamonn O Gallchoir (Gallchobhair) (1534-1543)
- Arthur O Gallchoir (Gallagher) (1547-1561)
- Donal Mac Conghail (1562-1589)
- Niall O Baoill (1591-1611)
  - Denis Campbell (1603)
- John O'Cullenan, V.A. (1625–1657/8)
  - Hugh O'Gallagher (od 1657-?) (administrator apostolski)
  - Fergus Laurence Lea (1695–1696) (administrator apostolski)
- sede vacante
- James O'Gallagher (1725-1737)
- Bonaventure O'Gallagher, O.F.M. (1739–1749)
- Anthony O'Donnell, O.F.M. (1750-1755)
- Nathnaiel O'Donnell (1755–1758)
- Philip O'Reilly (1759–1782)
- Anthony Coyle (1782 -1801)
- John McElwee (1801)
- Peter McLaughlin (1802–1819)
- Patrick McGettigan (1820–1861)
- Daniel McGettigan (1861–1870)
- James McDevitt (1871–1879)
- Michael Logue (1879–1887)
- Patrick Joseph O’Donnell (1888–1922)
- William MacNeely (1923–1963)
- Anthony Columba McFeely (1965–1982)
- Séamus Hegarty (1982–1994)
- Philip Boyce, O.C.D. (1995–2017)
- Alan McGuckian (2017–2024)